# Wednesday 13

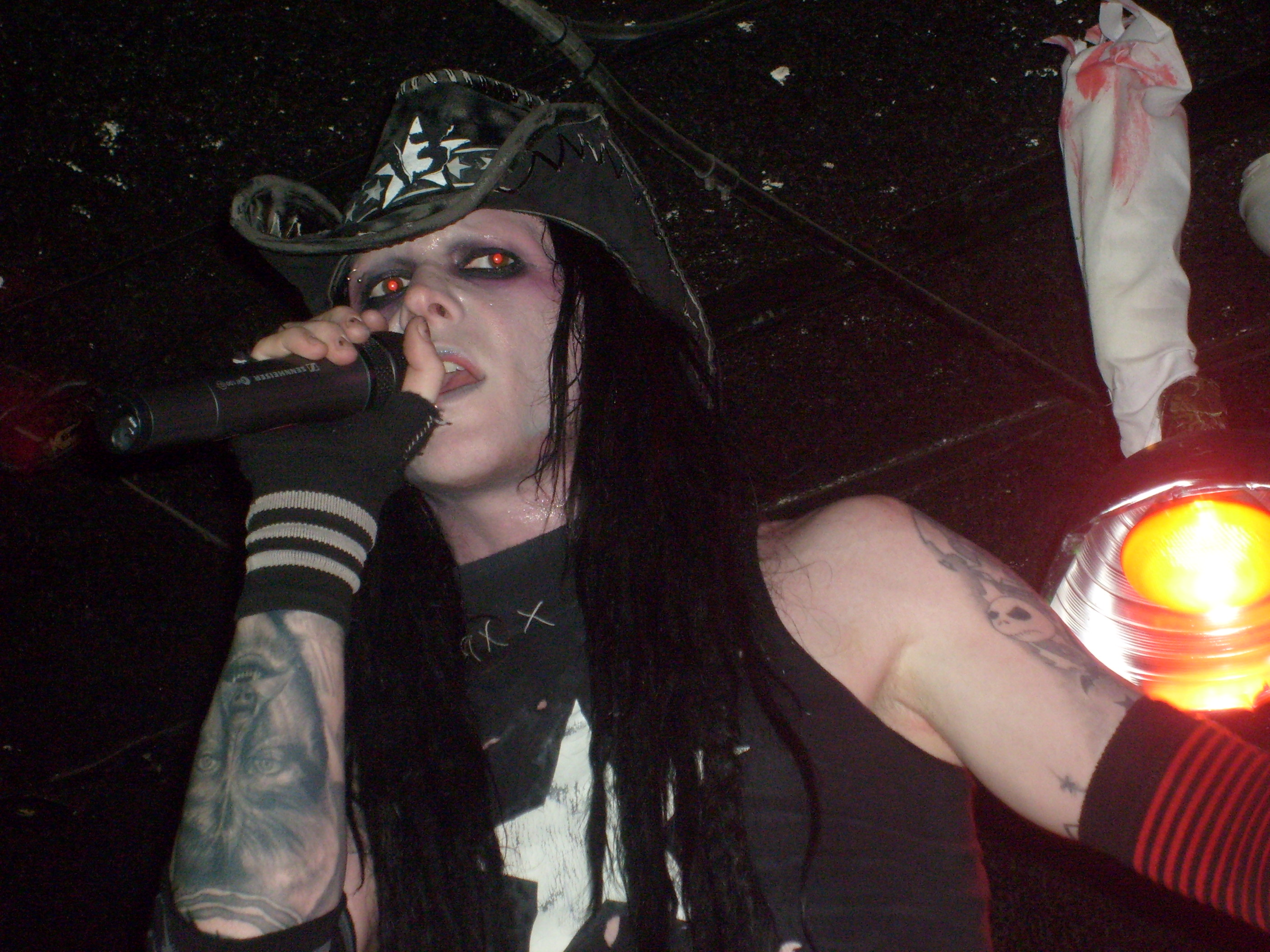
Wednesday 13

Joseph Poole (Landis (North Carolina), 12 augustus 1976), beter bekend als Wednesday 13 is een rockmuzikant uit Charlotte, North Carolina. Hij is vooral bekend als zanger van Murderdolls. Tevens speelde hij in enkele andere bands, waaronder Frankenstein Drag Queens From Planet 13, Wednesday 13, Maniac Spider Trash, en een outlaw countryproject genaamd Bourbon Crow.
Poole heeft een dochter. Poole is een grote fan van horrorfilmparodieën en makabere series zoals The Munsters en The Addams Family, die veel invloed hebben op zijn songteksten.

## Discografie

### Maniac Spider Trash
- "Dumpster Mummies" (1994)
- "Murder Happy Fairytales" (1995)

### Frankenstein Drag Queens From Planet 13
- "The Late, Late, Late Show" (1996)
- "Night of the Living Drag Queens" (1998)
- "Songs From The Recently Deceased" (2000)
- "Viva Las Violence" (2001)
- "6 Years, 6 Feet Under the Influence" (2004)
- "Little Box of Horrors" (2006)

### Murderdolls
- "Right To Remain Violent" - ep - (2002)
- "Beyond the Valley of the Murderdolls" - (2002)
- "Women and children last" - (2010)

### Wednesday 13 (band)
- "Transylvania 90210: Songs of Death, Dying, and the Dead" (2005)
- "Fang Bang" (2006)
- "Skeletons" (2008)
- "F*ck It, We'll Do It Live" (2008, livealbum)
- "Calling All Corpses" (2011)

### Bourbon Crow
- "Highway to Hangovers" (2006)
- "Long way to the bottom" (2009)